# Jüdischer Friedhof (Waltrop)
Der jüdische Friedhof Waltrop befindet sich in der Stadt Waltrop im Kreis Recklinghausen in Nordrhein-Westfalen. Auf dem jüdischen Friedhof auf dem kommunalen Friedhof an der Schützenstraße (gegenüber dem Kapellen-Eingang), der von 1907 bis 1938 belegt wurde, sind sechs Grabsteine erhalten. Er wird auch erwähnt als jüdische Gräberreihen auf dem neuen Kommunalfriedhof an der Friedhofstraße.

## Alter Friedhof
Der alte jüdische Friedhof an der Hilberstraße gegenüber der Feuerwehr wurde von 1822 bis 1906 belegt. Auf ihm befinden sich keine Grabsteine mehr.
Geschichte: Bis zum Jahr 1873 sind 19 Beerdigungen verzeichnet worden. Bereits zwischen 1912 und 1932 wurden nach und nach Grabsteine entfernt.